# 戦力比
戦力比 (Force ratio) とは、敵対する勢力の相対的な戦力の比である。

## 概要
戦力比は部隊の兵員や装備の数量によって表される戦力の比を意味する。例えば75,000名と83,000名の部隊とが戦った戦闘における戦力比は0.9:1と求められる。このような表面的な戦力の判断基準は不完全ではあるが、厳密にはリーダーシップや士気などの要因を総合して必要があるが、そのような要素が兵員や装備の数量に対してどれほどの影響をもたらすかを判断する上でも重要な指標である。戦力比の値は戦闘の結果を予測する上で有効と考えられているためにしばしば参照されており、一般に戦力比で優位に立つことができれば戦闘で成功を収める機会をより多く得られると考えられる。
歴史家は戦力を定量的に表現することはあっても戦力比を示すことはめったにない。この概念はむしろ軍事学、特に戦術学やオペレーションズ・リサーチで妥当性が認められており、古くはカール・フォン・クラウゼヴィッツの数量の法則に由来する考え方である。ただし、トレヴァー・デュピュイの統計的な研究によると戦力比で防者に対して4倍の優位を持つ攻者であっても失敗する場合があることが分かっており、逆に不利な戦力比であっても勝利している事例がある。このような問題がありながらも戦力比は統計的に戦闘を研究する上での一貫した性質を持つことから戦闘シミュレーションの領域などで研究されている。
1973年の第四次中東戦争でスエズ海峡での戦闘ではイスラエル国防軍の機甲部隊788両の戦車はエジプト軍の機甲部隊808両の戦車に対して表面上の戦力比はほぼ1:1であったが、戦闘の結果を見てみると5:1に近い戦力比があったことが判明した。戦力比はこのように状況判断のための予測だけでなく、戦闘結果を研究する上で一貫した視点から分析することが可能となる指標である。

## 偽情報による戦力比の無効・無力化
古くは赤壁の戦いなどでも見られ、戦力を誇張した偽情報を送ることによって、敵を撤退させる戦術であり、情報戦や知略（交渉）によって戦力比（戦闘結果の予測）を根本からくつがえすことは可能である。極端な例として、二次大戦下、終戦間近のヨーロッパにおいて、米軍のジープ1台がうっかりドイツ戦車大隊と鉢合わせをしたが、機知を働かせ降伏させている（ジープ1台の戦力で戦車40両前後に揺さぶりをかけた稀例）。厳密には、3人だけでドイツ将校に向かい、「降伏勧告をしに来た」とハッタリをかまし、「3人だけでか?」と余裕ある態度で返答してきたドイツ兵に対し、「我々の後方にはアメリカ空挺部隊がおり、さらにその後ろにはソ連の大軍勢が待機している」とありもしない大部隊の存在をひけらかし、たった3人でドイツ戦車大隊を降伏させた（これが日本軍であれば、通じない心理戦であり、運任せである）。これらは戦わずして勝った事例であり、士気が下がっている状況下では、絶対的な戦力比であっても心理戦の前では無力化される。
偽情報によって戦力比をくつがえす戦術例は日本にも古くからあり、『平家物語』安元3年（1177年）4月13日条の記述として、皇居を警備する平家約3千騎と源氏約3百騎が配置されていたが、これを知った僧兵団は小勢の源氏方を狙おうとした。しかし源頼政は巧妙な戦術を駆使し、僧兵団の矛先を源氏の10倍もある平家方に変更させ、激突させ、敗退させることに成功した。一方が小勢であるという情報を利用し、心理誘導（自軍が優位と錯覚）をさせ、大軍の方にぶつけさせる情報戦（所在を偽り、誘導）の好例といえるものでもある。